# NGC 2972
NGC 2972 je otvoreni skup u zviježđu Jedru.

## Vanjske poveznice
- SEDS: NGC 2972